# Liste Berchtesgadener Persönlichkeiten
Nachfolgend aufgeführte Personen wurden zwar nicht in Berchtesgaden geboren, sind aber durch ihr Wirken mit Berchtesgaden verbunden. Einige von ihren haben auch zeitweilig in dem Ort gelebt oder/und wurden auf einem der beiden in bzw. nahe bei Berchtesgaden angelegten Friedhöfe („Alter Friedhof“ und Bergfriedhof) beerdigt.

## Kreative / Kulturschaffende

### Architekten
- Ludwig Lange (1808–1868), Altertumskundler, Architekt und Maler plante und verantwortete (1850–1853) den Bau der Königlichen Villa (Sommerresidenz) für Maximilian II. Joseph.
- Paul László (1900–1993), gilt als Größe unter den Möbeldesignern, Innenarchitekten, und Architekten des 20. Jahrhunderts, und wirkte in Berchtesgaden ohne nachweislich je dort gewesen zu sein. Aufgrund seiner jüdischen Abstammung sah er sich gezwungen 1936 in die USA zu emigrieren, doch ironischerweise gingen Teile von Lászlós Arbeiten, ohne dessen Wissen, in den Bau von Hitlers Kehlsteinhaus (dem so genannten „Adlerhorst“) bei Berchtesgaden ein, was den Zorn von Albert Speer erregte.
- Georg Metzendorf (1874–1934), Architekt, plante und verantwortete den Bau des Hauses Metzendorf (1920).
- August Thiersch (1843–1917), Architekt und Hochschullehrer, plante und verantwortete 1892 den Bau der evangelischen Kirche in Berchtesgaden.
- Andor Weininger (1899–1986), Künstler, Designer und Architekt, hat 1925, nach der Auflösung des Bauhauses in Weimar, bei dem Vater seines Freundes Josef (Sepp) Maltan in Schönau und Berchtesgaden als Maler und Innenausstatter gearbeitet.

### Autoren
- Dietrich Eckart (1868–1923), Publizist, früher Anhänger des Nationalsozialismus und Ideengeber Adolf Hitlers, musste sich wegen Flugblättern gegen den Reichspräsidenten Friedrich Ebert am Vorderbrand in Berchtesgaden verstecken, wurde jedoch später in München gefangen genommen. Nach kurzer Haft entlassen, starb er wenige Tage später im Sonnblickhäusl gegenüber der Hilgerkapelle an der Locksteinstraße und wurde am 30. Dezember 1923 auf dem Alten Friedhof beerdigt.[1]
- Manfred Feulner (1922–2011), Studiendirektor a. D., Verfasser zahlreicher geschichtlicher und heimatkundlicher Sachbücher und Archivar von Berchtesgaden.
- Ludwig Ganghofer (1855–1920), Schriftsteller, Ehrenbürger von Berchtesgaden[2], viele seiner Werke greifen Geschehnisse aus der Geschichte Berchtesgadens auf, wo er sich regelmäßig aufhielt und dem Ort schließlich auch ein bekanntes Motto in der Martinsklause widmete
- Jonas Lie (1833–1908), norwegischer Schriftsteller und Dramatiker, verbrachte Ende der 1870er bis Anfang der 1880er Jahre die Sommerzeit in Berchtesgaden
- Anton Schnack (1892–1973), Schriftsteller, lebte von 1933 bis 1937 mit seiner Ehefrau in Berchtesgaden.
- Eva Rechlin (1928–2011), Schriftstellerin, lebte mehrere Jahrzehnte in Berchtesgaden.
- Hellmut Schöner (1918–2003), Sohn von Anton Schöner (1866–1930), Journalist und Übersetzer, u. a. Herausgeber von Das Berchtesgadener Land im Wandel der Zeit. Teil: Erg.-Bd. 1.,[3] lebte mehrere Jahrzehnte bis zu seinem Tod in Berchtesgaden.[4]
- Erica Schwarz (1905–1983), Schriftstellerin, Verfasserin von Jugendbüchern, Gedichten sowie Reiseführern und alpinistischen Sachbüchern, oft auch mit Bezug zu Berchtesgaden.
- Theodor Storm (1817–1888), Schriftsteller, wurde vermutlich 1872 bei seinem Besuch in Berchtesgaden zu Pole Poppenspäler inspiriert.[5]
- Richard Voß (1851–1918), Schriftsteller, sein Grab ist auf dem Alten Friedhof.
- Constantin Wurzbach Ritter von Tannenberg (1818–1893), Lexikograph, Bibliograph und Schriftsteller, lebte von 1874 bis zu seinem Tod 1893 in Berchtesgaden und vollendete dort noch sein 60-bändiges Biographisches Lexikon

### Bildende Künstler
- Alfred Essler (1929–2013), war ein deutscher Bildhauer und Keramiker, der im Berchtesgadener Land aber auch deutschlandweit Ausgestaltungen von Kirchen, Brunnen und öffentlichen Gebäuden vorgenommen hat.
- Hertha Karasek-Strzygowski (1896–1990), österreichische, nach 1945 deutsche Malerin, Künstlerin und Schriftstellerin, gestorben in Berchtesgaden, beerdigt auf dem Bergfriedhof.
- Fritz Richter (1904–1981), vollständiger Name Friedrich Richter, war ein deutscher Grafiker und Maler, dessen Schaffen überwiegend auf dem Gebiet des Holzschnittes lag. Er lebte und wirkte von 1931 bis zu seinem Tod 1981 in Berchtesgaden.
- Ferdinand Freiherr von Miller (1842–1929), war ein Erzgießer, Bildhauer und Direktor der Akademie der Bildenden Künste München sowie Reichsrat der Krone Bayerns und königlich bayerischer Rittmeister, wurde am 22. Juni 1912 in Berchtesgaden in den bayerischen Freiherrnstand erhoben mit Immatrikulation im Königreich Bayern bei der Freiherrnklasse am 12. August 1912 und errichtete im Ort das Prinzregent-Luitpold-Denkmal.
- Anton Schöner (1866–1930), Vater von Hellmut Schöner (1918–2003) und u. a. bekannt geworden als Porträtmaler, lebte er ab 1920 bis zu seinem Tod in Berchtesgaden  auf seinem „Malerhügel“.
- Adalbert Waagen (1833–1898), Maler von Gebirgsdarstellungen und Landschaften, lebte und arbeitete von 1868 bis zu seinem Tod 1898 in Berchtesgaden.
- Johannes Zick (1702–1762), Freskomaler und Vater des Malers Januarius Zick (1730–1797) – Johannes Zick schuf zwischen 1740 und 1742 fünf Altarbilder in der Berchtesgadener Pfarrkirche St. Andreas

### Foto-, Fernseh- und Filmmedien
- Lee Miller (1907–1977), US-amerikanische Fotografin und Fotojournalistin, dokumentierte nach der Befreiung durch die US-Truppen den Privatsitz von Adolf Hitler auf dem Obersalzberg
- Peter Ostermayr (1882–1967), Filmproduzent, Ehrenbürger von Berchtesgaden[6], drehte viele seiner Ganghofer-Filme in Berchtesgaden und Umgebung
- Gerda Steiner-Paltzer (1933–2020), bayerische Volksschauspielerin, gehörte von 2005 bis 2012 zum Ensemble des Berchtesgadener Bauerntheaters

### Kleinkünstler
- Gabriel Gailler (1838–1917), bayerischer Bauchredner und Marionettenspieler, gab 1906 das Wanderleben auf und lebte bis zu seinem Tod 1917 in Berchtesgaden. Sein Marionettentheater hatte er an Ludwig Walch verkauft, der es zusammen mit seinem Sohn „Quickei“ in Berchtesgaden noch bis 1936 zum Einsatz kommen ließ.
- Rudy Horn (1933–2018), Jongleur, hat seit 1961 seinen Wohnsitz in Berchtesgaden

### Köche
- Ulrich Heimann (* 1964), ist Chefkoch im Kempinski Hotel Berchtesgaden

### Musiker
- Heinz Werner Zimmermann (1930–2022), Komponist, hat 1961 O sing unto the Lord, eine Motette für 4-stimmigen gemischten Chor und Kontrabass, komponiert und 1962 in Berchtesgaden uraufgeführt.

## Naturwissenschaftler, Forscher, Erfinder, Ingenieure
- Arthur Eichengrün (1867–1949), Chemiker und Unternehmer. Als Leiter der Forschungsabteilung der Bayer AG war er Miterfinder des Herstellungsprozesses für (reine) Acetylsalicylsäure (ASS), dem Wirkstoff z. B. von Aspirin. 1908 gründete er seine eigene chemische Fabrik, die Cellon-Werke. Eichengrün besaß auf dem Obersalzberg ein Ferienhaus, in dem er bis in die Zeit des Nationalsozialismus den Sommer verbrachte.
- August Max Einsele (1803–1870), bayerischer Arzt und Botaniker, lebte für einige Jahre bis 1851 als Landgerichtsarzt in Berchtesgaden.
- Wolfgang Haber (* 1925), Biologe, war an der Errichtung der ersten deutschen Nationalparke, unter anderem des Nationalparks Berchtesgaden an führender Stelle beteiligt und publizierte 1990 in Berlin den Forschungsbericht 101 04 040/04, UBA-FB 86-114: Ökosystemforschung Berchtesgaden
- Heinz Heck (1894–1982), Biologe und Zoodirektor in München, setzte sich 1934 für die erfolgreiche Wiedereinbürgerung des Alpensteinbocks bei Berchtesgaden ein
- Hannes Mayer (1922–2001), deutsch-österreichischer Forstwissenschaftler und Universitätsprofessor, beschäftigte sich mit der Waldgeschichte des Berchtesgadener Landes und publizierte in diesem Zusammenhang insbesondere über das Vorkommen der Lärche
- Max von Gruber (1853–1927), österreichischer Mediziner, Biologe und Rassenhygieniker/Eugeniker, gestorben in Berchtesgaden
- Carl von Linde (1842–1934), Ingenieur, Erfinder und Gründer des heute internationalen Linde-AG-Konzerns, hatte in Obersalzberg mehrere Besitzungen bzw. Wohnsitze. U. a. begründete er zugunsten Berchtesgadens verschiedene Stiftungen, machte Schenkungen, förderte den Wegebau und regte den Bau der ev. Kirche an. Ehrenbürger des heutigen Berchtesgadener Ortsteils Salzberg.[7]
- Georg Friedrich von Reichenbach (1771–1826), Erfinder und Ingenieur, erbaute 1817 eine 25 km lange Soleleitung von Berchtesgaden nach Bad Reichenhall
- Hermann von Schlagintweit (1826–1882), Naturforscher und Reisender, wurde zusammen mit seinem Bruder Robert von Schlagintweit (1833–1885), Reisender und Entdecker, am 28. August 1859 in Berchtesgaden mit Diplom vom 24. November 1859 (zu München) in den bayerischen erblichen Adelsstand erhoben
- Joseph von Utzschneider (1763–1840), Techniker und Unternehmer, war Administrator der bayerischen Salinen im Fürstentum Berchtesgaden

## Persönlichkeiten des Nationalsozialismus
- Martin Bormann (1900–1945), Leiter der Parteikanzlei der NSDAP, Reichsminister, wurde von Adolf Hitler mit dem Bau und der Aufsicht seines „Berghofes“ in Obersalzberg betraut und war ansonsten auch für die Neuerrichtung eines „Führersperrgebietes“ mit Wohnsitzen für Nazigrößen inkl. eines eigenen in Obersalzberg zuständig.
- Dietrich Eckart (1868–1923), Mentor Adolf Hitlers, Chefredakteur des Völkischen Beobachters, verstarb in Berchtesgaden und wurde auf dem „Alten Friedhof“ beigesetzt.
- Hermann Göring (1893–1946), Oberbefehlshaber der deutschen Luftwaffe im Zweiten Weltkrieg und einer der führenden Politiker in der Zeit des Nationalsozialismus, hatte einen Wohnsitz in Obersalzberg
- Fritz Hippler (1909–2002), Filmpolitiker im nationalsozialistischen Deutschen Reich, lebte nach dem Krieg bis zu seinem Tod in Berchtesgaden
- Adolf Hitler (1889–1945), unter der Bezeichnung Führer zugleich Reichskanzler, Regierungschef und Staatsoberhaupt des Deutschen Reiches, Ehrenbürger von Berchtesgaden[2]
- Julius Schaub (1898–1967), Chefadjutant Adolf Hitlers, war per se des Öfteren Gast in Hitlers Haus auf dem Obersalzberg und verbrannte im Frühjahr 1945 sämtliche greifbaren Dokumente aus dessen Privattresoren. Nach der deutschen Kapitulation im Mai 1945 wurde Schaub in der Nähe von Berchtesgaden von amerikanischen Truppen verhaftet
- Albert Speer (1905–1981), der führende Architekt im Nationalsozialismus, hatte einen Wohnsitz in Obersalzberg

### Angehörige von Adolf Hitler
- Eva Braun (1912–1945), Geliebte, Ehefrau (für einen Tag), lebte viele Jahre auf dem Obersalzberg
- Angela Raubal (1883–1949), Halbschwester, führte bis 1936 Adolf Hitler den Haushalt im Haus Wachenfeld (dem späteren Berghof) in Obersalzberg
- Paula Hitler (1896–1960), Schwester, lebte ab 1. Dezember 1952 bis zu ihrem Tod 1960 in Berchtesgaden
- Angela „Geli“ Raubal (1908–1931), Nichte, lebte von 1923 bis 1927 auf dem Obersalzberg in Hitlers Haus
- Maria Reiter (1909–1992), zeitweilige Verlobte, lebte in Berchtesgaden, wurde womöglich dort auch geboren

### Dienstleister
- Alois Degano (1887–1960), Architekt, plante und verantwortete den Bau von Adolf Hitlers Berghof in Obersalzberg
- Herbert Döhring (1913–2001), SS-Mitglied, Hitlers Hausverwalter am Berghof
- Roderich Fick (1886–1955), einer der Lieblingsarchitekten Hitlers, plante und verantwortete in Obersalzberg die Bauten der Gaststätte „Der Platterhof“ (1933–35), der „Villa Bormann“ (1935), des Teehaus am Mooslahnerkopf (1935–36) sowie der Siedlung „Klaushöhe“ (1941)
- Ludwig Hohlwein (1874–1949), bedeutender Plakatkünstler, Grafiker, Architekt und Maler, nimmt nach seinem Berufsverbot bis Februar 1946 bis zu seinem Tode wieder die Arbeit als Gebrauchsgrafiker in einem kleinen Atelier in Berchtesgaden auf
- Traudl Junge (1920–2002), Sekretärin Adolf Hitlers, die ihm auch immer wieder auf dem Obersalzberg zur Verfügung zu stehen hatte
- Leonhard Moll (1870–1945), Gründer eines traditionsreichen deutschen Konzerns mit Sitz in München, der u. a. den Bauauftrag der Straße auf den „Berghof“ Hitlers in Obersalzberg erhalten hat und durchführen ließ
- Josef Wiedemann (1910–2001), Architekt, verantwortlich für mehrere Bauprojekte auf dem Obersalzberg, unter anderem das „Hotel Platterhof“

### Kritische Zeitzeugen (nach 1945)
- Felix Hartlaub (1913–1945), Schriftsteller, hatte von Mai 1942 bis März 1945 Zutritt zum äußeren Sperrkreis in den Führerhauptquartieren, u. a. auch in Berchtesgaden, und erlangte Kenntnis über die geheimen Interna der Kriegsführung
- Traudl Junge (1920–2002), Sekretärin Adolf Hitlers, die ihm auch immer wieder auf dem Obersalzberg zur Verfügung zu stehen hatte
- Günter Peis (1927–2012), Journalist und Historiker, 1959 ging seine Serie I was Hitler's Secret Lover um die Welt. Peis hatte über Adolf Hitlers Schwester Paula, die in Berchtesgaden unter dem Namen Paula Wolf lebte, die Spur zu Hitlers heimlicher Geliebten Maria Reiter gefunden.

### Wehrmacht
- Erwin Jaenecke (1890–1960), Generaloberst der deutschen Reichswehr und der Wehrmacht. In einem persönlichen Gespräch mit Hitler am 29. April 1944 in Berchtesgaden legte Jaenecke eindringlich nahe, Sewastopol zu räumen, um seiner abgeschnittenen Armee mit 235.000 Soldaten die Rückführung zu ermöglichen.
- Horst Julius Freiherr Treusch von Buttlar-Brandenfels (1888–1962), deutscher Offizier während des Ersten und Zweiten Weltkrieges, lebte zuletzt bis zu seinem Tod in Berchtesgaden

## Politiker
- Johann Evangelius Gimpl (1824–1899), römisch-katholischer Pfarrer und Zentrumsmitglied in der Bayerischen Abgeordnetenkammer, wirkte von 1870 bis 1879 als Dekan und Pfarrer in Berchtesgaden
- Stefan Imhof (1870–1963), Obermedizinalrat, Bürgermeister von Schellenberg (1896 bis 1914) und von Berchtesgaden (1946 bis 1955), mehrfach ausgezeichnet, u. a. als Ehrenbürger von Berchtesgaden für Verdienste als seinerzeit ältester amtierender Bürgermeister der Bundesrepublik Deutschland
- Fritz Schäffer (1888–1967), Politiker (BVP und CSU), lebte zuletzt bis zu seinem Tod in Berchtesgaden
- Wilhelm Freiherr von Schoen (1851–1933), Diplomat, veröffentlichte 1925 den Kleinen Führer durch das Berchtesgadener Land und verstarb in Berchtesgaden 1933

## Regenten
- Eduard Georg Wilhelm Maximilian von Anhalt (1861–1918), ab 1918 Herzog von Anhalt, lebte zuletzt bis zu seinem Tod in Berchtesgaden
- Gregor Schenk von Osterwitz (? - 1403), Salzburger Erzbischof, ihm wurden 1402 alle Rechte und Privilegien einschließlich der Inkorporation Berchtesgadens bestätigt

→ Liste der Fürstpröpste von Berchtesgaden

## Sportler und Sportlerinnen
- Albert Bitterling (1910–1995), Extrembergsteiger und Teilnehmer an der Erstbesteigung des Nanga Parbat, lebte in Berchtesgaden und bewirtete das Watzmannhaus
- Bernd Drechsel (1953–2017), Ringer, nach der deutschen Wiedervereinigung rang er zuletzt noch für den TSV Berchtesgaden in der deutschen Bundesliga
- Josef Fendt (* 1947), Rennrodler, jetzt Präsident des internationalen Rennrodelverbandes FIL, startete in den 1970er Jahren für den RC Berchtesgaden
- Jutta Kleinschmidt (* 1962), Rallye-Raid-Fahrerin, wuchs in Berchtesgaden auf und ging dort auch zur Schule
- Max Leo (1941–2012), Rennrodler
- Uwe Müßiggang (* 1951), Bundestrainer der deutschen Damen-Nationalmannschaft im Biathlon, nachdem im Jahre 1984 sein Ausreiseantrag in die Bundesrepublik genehmigt wurde, war Müßiggang vier Jahre lang als Sportlehrer am Wintersportgymnasium der CJD Christophorusschulen Berchtesgaden tätig und lebt auf einem Bergbauernhof bei Berchtesgaden.
- Alexa Putnam (* 1988), Skeletonfahrerin von den Amerikanischen Jungferninseln, lebt und trainiert in Berchtesgaden mit dem deutschen Team
- Christa Schmuck (* 1944), Rennrodlerin, startete für den RC Berchtesgaden
- Peter Sirch (* 1961), Fußballspieler und Torwarttrainer, spielte aktiv von 1981 bis 1982 für den TSV Berchtesgaden
- Hermann von Barth (1845–1876), bekannter Bergsteiger, bestieg und erschloss u. a. auch die Berchtesgadener Alpen
- Michael Wagner (* 1981), Skispringer, startete für den SK Berchtesgaden

## Theologen
- Walter Brugger (* 1928), Theologe und Autor, von 1982 bis 1995 Pfarrer in Berchtesgaden und Dekan des Dekanates Berchtesgaden
- Georg Ratzinger (1844–1899), zwischen 1869 und 1870 Kooperator in Berchtesgaden
- Jacob Strauß (1480–1530), evangelischer Theologe und Reformator, trat um 1521 als evangelischer Prediger in Berchtesgaden auf
- Valentin Stanič (1774–1847), österreichischer Geistlicher, Lehrer, Forscher, Humanist und Bergsteiger, Erstbesteigungen des Watzmanns im August 1800 und des Hohen Gölls am 4. September 1800 in den Berchtesgadener Alpen